# I Know What You Want
«I Know What You Want» — песня рэпера Басты Раймса, изданная в качестве сингла из восьмого студийного альбома исполнителя It Ain't Safe No More. Песня записана совместно с R&B-певицей Мэрайей Кэри и группой The Flipmode Squad (Spliff Star, Baby Sham, Rah Digga и Rampage).
Трек «I Know What You Want» выпущена как второй сингл к альбому It Ain't Safe No More в 2003 году, и сразу же стала хитом по всему миру, заняв третью строчку в хит-парадах США, Австралии и Великобритании, и продержавшись в чартах двадцать одну неделю. Предыдущий сингл Басты Раймса «Make It Clap» достиг лишь сороковой строки хит-парада Billboard Hot 100.
В Великобритании было продано 175 тыс. экземпляров сингла.
Так же на песню был снят видеоклип, в котором приняли участие все вышеуказанные исполнители. Клип снят Крисом Робинсоном.

## Дорожки
Австралийский макси-сингл
1. «I Know What You Want»
2. «Break Ya Neck»
3. «I Know What You Want» (instrumental)
4. «I Know What You Want» (video)

Британский макси-сингл
1. «I Know What You Want»
2. «Call the Ambulance» (remix) (при участии: M.O.P.)
3. «Call the Ambulance» (при участии: Rampage)
4. «I Know What You Want» (video)